# Creil
Creil là một xã thuộc tỉnh Oise trong vùng Hauts-de-France tây bắc nước Pháp. Xã này nằm ở khu vực có độ cao từ 26-129 mét trên mực nước biển. Dân số năm 1999 là 30.675 người.

## Kết nghĩa
- Marl, North Rhine-Westphalia, Đức
- Borough of Pendle, Lancashire, Anh